# Sittipan Chumchuay
Sittipan Chumchuay (thailändisch สิทธิพันธ์ ชุมช่วย, * 25. April 1988 in Bangkok) ist ein ehemaliger thailändischer Fußballspieler.

## Karriere
Sittipan Chumchuay erlernte das Fußballspielen in der Jugendmannschaft des Samut Songkhram FC. Hier unterschrieb er 2009 auch seinen ersten Vertrag. Der Verein aus Samut Songkhram spielte in der ersten Liga des Landes, der Thai Premier League. 2011 wechselte er zum Zweitligisten Chanthaburi FC nach Chanthaburi. Hier spielte er die Hinserie. Die Rückserie spielte er beim Erstligisten Thailand Tobacco Monopoly FC. 2012 kehrte er zu seinem ehemaligen Verein Samut Songkhram FC zurück. Für Samut absolvierte er 15 Erstligaspiele. Der Zweitligaaufsteiger Angthong FC aus Ang Thong nahm ihn die Hinserie 2014 unter Vertrag. Die Rückserie spielte er beim Erstligisten Bangkok Glass. Für den Bangkoker Verein stand er zweimal in der ersten Liga auf dem Spielfeld. Erstligaabsteiger Air Force United, der ebenfalls in Bangkok beheimatet war, nahm ihn die Saison 2015 unter Vertrag. Seine letzte Saison spielte er beim Drittligisten Samut Sakhon FC in Samut Sakhon. Der Verein spielte in der dritten Liga, der damaligen Regional League Division 2. Hier trat man in der Western Region an. Am Ende der Saison wurde er mit Samut Sakhon Meister der Region.
Ende 2016 beendete er seine Karriere als Fußballspieler.

## Erfolge
Samut Sakhon FC
- Regional League Division 2 – West: 2016